# Rykle Borger
Rykle Borger (auch Riekele Borger; * 24. Mai 1929 in Wieuwerd, Gemeinde Littenseradiel, Friesland; † 27. Dezember 2010 in Göttingen) war ein deutscher Assyriologe niederländischer Herkunft, der von 1962 bis 1997 als Professor für Altorientalistik an der Universität Göttingen wirkte.

## Leben
Nach dem Abitur in Breda studierte Borger ab 1946 Orientalistik und Evangelische Theologie an der Universität Leiden. Nach dem Rigorosum in Orientalistik (1951) und Theologie (1952) und der Promotion in Leiden arbeitete Borger als Wissenschaftliche Hilfskraft an der Universität Göttingen (1954–1955) und an der Universität Wien (1955–1957). 1958 kehrte er als Lehrbeauftragter für Assyriologie nach Göttingen zurück und habilitierte sich 1959 bei Wolfram von Soden. Anschließend arbeitete Borger als Dozent am Göttinger Seminar für Keilschriftforschung, bis er dort 1962 eine ordentliche Professur für Altorientalistik mit dem Schwerpunkt Assyriologie erhielt. Seit 1978 war er ordentliches Mitglied der Akademie der Wissenschaften zu Göttingen.
Im Dezember 2009 beantragte Borger im Alter von 80 Jahren (nach 53 Jahren in Deutschland) erfolgreich die deutsche Staatsbürgerschaft.
Zu Borgers Forschungsschwerpunkten gehörten die Edition assyrischer Texte, biblische Philologie sowie Textbibliographie, Grammatologie (Schriftlehre) und Lexikographie. Er verfasste unter anderem das Handbuch der Keilschriftliteratur (Göttingen 1967).

## Schriften (Auswahl)
- Die Inschriften Asarhaddons, Königs von Assyrien (= Archiv für Orientforschung. Beiheft. 9, ISSN 1015-3403). Weidner, Graz 1956, (Neudruck. Biblio, Osnabrück 1967).
- Einleitung in die assyrischen Königsinschriften. Teil 1: Das zweite Jahrtausend v. Chr. (= Handbuch der Orientalistik. Abt. 1: Der Nahe und der Mittlere Osten. Erg.-Bd. 5: Keilschrifturkunden. Abschn. 1). Brill, Leiden u. a. 1961 (Photomechanischer Nachdruck, 2. Auflage. ebenda 1964; zugleich: Göttingen, Universität, Habilitations-Schrift, 1958).
- Babylonisch-assyrische Lesestücke. Drei Hefte. Pontificium Institutum Biblicum, Rom 1963.
- Handbuch der Keilschriftliteratur. Drei Bände. de Gruyter, Berlin u. a. 1967–1975, ISBN 3-11-005960-6 (Bd. 2), ISBN 3-11-002487-X (Bd. 3)
- Akkadische Zeichenliste (= Alter Orient und Altes Testament. Sonderreihe. 6). Butzon & Bercker u. a., Kevelaer u. a. 1971, ISBN 3-7666-8538-4.
- Drei Klassizisten: Alma Tadema, Ebers, Vosmaer. Mit einer Bibliographie der Werke Alma Tadema’s (= Mededelingen en verhandelingen van het Vooraziatisch-Egyptisch Genootschap „Ex Oriente Lux“. 20, ZDB-ID 424071-6). Ex Oriente Lux, Leiden 1978.
- Assyrisch-babylonische Zeichenliste (= Alter Orient und Altes Testament. 33). Zwei Bände. Butzon & Bercker u. a., Kevelaer u. a. 1978–1981, ISBN 3-7666-9023-X (Bd. 1), ISBN 3-7666-9207-0 (Bd. 2), (Nachdruck 1981, 1986, 1988).
- Akkadische Rechtsbücher. Der Codex Eschnunna. Der Codex Hammurapi. Die mittelassyrischen Gesetze. Die neubabylonischen Gesetze. In: Otto Kaiser (Hrsg.): Texte aus der Umwelt des Alten Testaments. Band 1: Rechts- und Wirtschaftsurkunden. Historisch-chronologische Texte. Lieferung 1: Rechtsbücher. Mohn, Gütersloh 1982 (1985), ISBN 3-579-00060-8, S. 32–95.
- mit Walther Hinz: Die Behistun-Inschrift Darius’ des Großen. In: Rechts- und Wirtschaftsurkunden. Historisch-chronologische Texte (= Texte aus der Umwelt des Alten Testament. Band I, 4). Gütersloh 1984, ISBN 3-579-00063-2, S. 419–450.
- Assyrische Staatsverträge. In: Otto Kaiser (Hrsg.): Texte aus der Umwelt des Alten Testaments. Staatsverträge. In: Otto Kaiser (Hrsg.): Texte aus der Umwelt des Alten Testaments. Band 1: Rechts- und Wirtschaftsurkunden. Historisch-chronologische Texte. Lieferung 2: Staatsverträge. Mohn, Gütersloh 1983 (1985), ISBN 3-579-00061-6, S. 155–177.
- Die Chronologie des Darius-Denkmals am Behistun-Felsen (= Nachrichten der Akademie der Wissenschaften zu Göttingen. Philologisch-Historische Klasse. 1982, 3). Vandenhoeck und Ruprecht, Göttingen 1982, ISBN 3-525-85116-2.
- Historische Texte in akkadischer Sprache aus Babylonien und Assyrien. In: Otto Kaiser (Hrsg.): Texte aus der Umwelt des Alten Testaments. Band 1: Rechts- und Wirtschaftsurkunden. Historisch-chronologische Texte. Lieferung 4: Historisch-chronologische Texte. Teil 1. Mohn, Gütersloh 1984 (1985), ISBN 3-579-00063-2, S. 354–410.
- mit Walther Hinz: Die Behistun-Inschrift Darius’ des Großen. In: Otto Kaiser (Hrsg.): Texte aus der Umwelt des Alten Testaments. Band 1: Rechts- und Wirtschaftsurkunden. Historisch-chronologische Texte. Lieferung 4: Historisch-chronologische Texte. Teil 1. Mohn, Gütersloh 1984 (1985), ISBN 3-579-00063-2, S. 419–450.
- Altorientalische Lexikographie, Geschichte und Probleme. Zur Vollendung von W. von Soden, Akkadisches Handwörterbuch (= Nachrichten der Akademie der Wissenschaften zu Göttingen. Philologisch-Historische Klasse. 1984, 2). Vandenhoeck und Ruprecht, Göttingen 1984, ISBN 3-525-85116-2.
- Beiträge zum Inschriftenwerk Assurbanipals. Die Prismenklassen A, B, C = K, D, E, F, G, H, J und T sowie andere Inschriften. Harrassowitz, Wiesbaden 1996, ISBN 3-447-03791-1.
- Der Bogenköcher im Alten Orient, in der Antike und im Alten Testament (= Nachrichten der Akademie der Wissenschaften zu Göttingen. Philologisch-Historische Klasse. 2000, 2, ISSN 0065-5287). Vandenhoeck und Ruprecht, Göttingen 2000.
- Mesopotamisches Zeichenlexikon (= Alter Orient und Altes Testament. 305). Ugarit, Münster 2004, ISBN 3-927120-82-0.

Bibliographie in: S. Maul, Eine Festschrift für Rykle Borger zu seinem 65. Geburtstag am 24. Mai 1994. Tikip Santakki Mala Bašmu (Cuneiform Monographs, Vol. 10). Leiden: Brill, 1998. ISBN 978-90-56-93010-3 (pp. 359–368).